# Királyhegy
Királyhegy (1899-ig Piszkorócz, szlovákul: Piskorovce) község Szlovákiában, az Eperjesi kerület Varannói járásában.

## Fekvése
Sztropkótól 15 km-re délkeletre, az Olyka-patak és az Ondava között fekszik.

## Története
1408-ban említik először. Templomának harangja 1764-ből származott.
A 18. század végén Vályi András így ír róla: „PISZKORÓCZ. Piszkorovce. Orosz falu Zemplén Vármegyében, földes Ura Jekelfalusi Uraság, lakosai ó hitüek leginkább, fekszik napkel. Rohozsnyikhoz 1, dél. Gyapolóczhoz 1 1/2, n. ny. Orosz Tokajhoz egygy órányira; határja 3 nyomásbéli, hegyes, köves, és agyagos, rozsot, és zabot súllyos mivelés után termesztenek, piatza Sztropkón van.”
Fényes Elek 1851-ben kiadott geográfiai szótárában így ír a faluról: „Piszkorócz, orosz falu, Zemplén vmegyében, Rafajócz fil. 254 g. kath., 7 zsidó lak., 475 hold szántófölddel, vizimalommal. Ut. p. N. Mihály.”
Régi fatemploma 1891-ben épült, háromtornyú épület volt.
Borovszky Samu monográfiasorozatának Zemplén vármegyét tárgyaló része szerint: „Királyhegy, azelőtt Piskorócz. A sztropkói uradalomhoz tartozott s annak sorsában osztozott, mígnem 1747-ben Pethő Zsigmond a sztropkói klastromnak adományozta. Újabbkori birtokosai azután a 'Sennyey és Horváth bárók voltak, a mult század közepe táján pedig Szinnyey Félix. Most nincs nagyobb birtokosa. Gör. kath. temploma nagyon régi. 1500 körül épült. A falu mindössze 21 házból áll, lakosai gör. kath. vallású tótok és számuk 129. Postája és távírója Sztropkó, vasúti állomása Homonna.”
1920 előtt Zemplén vármegye Sztropkói járásához tartozott.

## Népessége
| Év:            | 1994. | 2004.   | 2014.    | 2024.    |
| -------------- | ----- | ------- | -------- | -------- |
| Emberek száma: | 166   | 160     | 142      | 112      |
| Eltérés:       |       | -3,61 % | -11,25 % | -21,12 % |

| Év:            | 2023. | 2024.   |
| -------------- | ----- | ------- |
| Emberek száma: | 115   | 112     |
| Eltérés:       |       | -2,60 % |

1910-ben 153, túlnyomórészt ruszin lakosa volt.
2001-ben 163 lakosából 141 szlovák és 22 ruszin volt.
2011-ben 144 lakosából 132 szlovák és 12 ruszin.

## Nevezetességei
- A falu természeti szépségeiről nevezetes.
- A Nagyboldogasszony tiszteletére szentelt görögkatolikus temploma 1936-ban épült a korábbi, 1891-ben épített fatemplom helyett, amely tőle 200 m-re északabbra állt. 1989-ben megújították.